# Arroyo Saltito
El arroyo Saltito es un curso de agua ubicado en la provincia de Misiones, Argentina que desagua en el río Uruguay.
El mismo nace en la sierra de Misiones, cerca de la localidad de Dos de Mayo, su cuenca abarca parte de los departamentos de Cainguás, Guaraní y Veinticinco de Mayo, y que con rumbo sur se dirige hasta desembocar en el río Uruguay cerca de la localidad de El Saltito. Sus principales afluentes son los arroyos Saltito Chico y Macuco.
- Datos: Q5705885